# Theodor Kalide

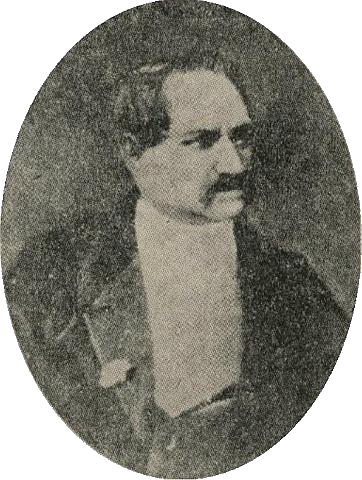
Theodor Kalide

Theodor Erdmann Kalide, född den 8 februari 1801 i Königshütte i Oberschlesien, död den 26 augusti 1863 i Gleiwitz, var en tysk skulptör.
Kalide, som var lärjunge av Schadow och Rauch, är framför allt känd genom springbrunnsfiguren Gossen med svanen (1851) och Backantinna, vilande på en panter (marmor, 1846, Nationalgalleriet i Berlin). 